# Sukumo Adabana
Sukumo Adabana (徒花 スクモ, Adabana Sukumo) (né en 1977) est un mangaka originaire de la préfecture de Nagano, au Japon. En 2002, il remporte le prix d'or de la 10e édition dans la catégorie illustration du Grand prix du roman Dengeki sous le nom de Sukumo Shiina (シイナスクモ, Shiina Sukumo). En 2006, il fait ses débuts d'illustrateur pour la série de light novels Toshokan Sensō écrits par Hiro Arikawa. Depuis, Adabana travaille en étroite collaboration avec Arikawa dont il a illustré les romans Kujira no Kare et Hankyū Densha.